# ۶ (فیلم)
«۶» (انگلیسی: 6) یک فیلم است که در سال ۲۰۱۳ منتشر شد. از بازیگران آن می‌توان به شمس‌الدین ابراهیم اشاره کرد.